# La società contro lo Stato
La società contro lo Stato è un saggio di antropologia politica scritto da Pierre Clastres, pubblicato nel 1974.

## L'opera
Clastres decostruisce il pregiudizio etnocentrico secondo il quale le cosiddette "società primitive" venivano considerate pre-politiche, cioè prive di qualsiasi forma di potere politico. Infatti, se è vero che tali gruppi sociali non conoscono niente di simile al potere coercitivo e autoritario ben noto alla società occidentale, essi si organizzano sulla base di altre istituzioni, volte a conservare la struttura stessa delle società arcaiche insieme all'uguaglianza e alla libertà su si fondano. 
Il capo delle tribù indiane non ha alcuna autorità sugli altri membri della tribù, anzi è lui ad essere lo strumento di cui si serve la collettività per realizzare le esigenze dell'intero gruppo. La struttura di queste società e l'istituzione della chieftainship si basano su rapporti di reciprocità e scambio tra il capo e i membri del gruppo: in cambio della generosità e della completa dedizione del capo alla sua tribù egli riceve il privilegio esclusivo della poligamia.
L'analisi di Clastres si conclude con la negazione del paradigma evoluzionistico secondo cui ogni società primitiva è destinata a "civilizzarsi" nella direzione delle più avanzate civiltà occidentali. Rovesciando il rapporto dialettico marxista tra infrastruttura e sovrastruttura Clastres arriva a formulare che la trasformazione in senso autoritario del potere politico, causata da un ingente aumento demografico, determina nuovi assetti economici fondati sulla sovrapproduzione e sull'accumulazione, la cui conseguenza diretta è la nascita della produzione come la conosciamo oggi: lavoro alienato e sfruttamento. 
Così come l'accumulazione e la perpetua innovazione tecnica nascono solo quando si genera una gerarchia all'interno della società, anche la storia inizia il suo corso solo con la nascita di un'autorità centrale: "La storia dei popoli, che hanno una storia è, si dice, la storia della lotta delle classi. La storia dei popoli senza storia è, si dirà con almeno altrettanta verità, la storia della loro lotta contro lo Stato".

## Edizioni
- Pierre Clastres, La società contro lo Stato. Ricerche di antropologia politica, traduzione di L. Derla, Ombre Corte, 2013.
- (FR) Pierre Clastres, La Société contre l'Etat, Minuit, 2011, ISBN 2707321591.
- (EN) Pierre Clastres, Society Against the State, Zone Books, 1988, ISBN 9780942299007.